# Саманта Генрі-Робінсон
Саманта Генрі-Робінсон  (англ. Samantha Henry-Robinson, 25 вересня 1988) — ямайська легкоатлетка, олімпійська медалістка.

## Виступи на Олімпіадах
| Олімпіада   | Дисципліна              | Місце |
| ----------- | ----------------------- | ----- |
| Лондон 2012 | естафета 4 x 100 метрів | 2     |

## Зовнішні посилання
- Досьє на sport.references.com [Архівовано 17 грудня 2012 у Wayback Machine.]